# Нортпорт
Нортпорт (на английски: Northport) е град в окръг Стивънс, щата Вашингтон, САЩ. Нортпорт е с население от 336 жители (2000) и обща площ от 1,5 km². Намира се на 416 m надморска височина. ЗИП кодът му е 99157, а телефонният му код е 509.